# Isòcrates
|  | Per a altres significats, vegeu «Isòcrates d'Apol·lònia». |

Isòcrates d'Atenes (en llatí Isocrates, en grec antic Ἰσοκράτης) nascut a Atenes el 436 aC i mort a la mateixa ciutat el 338 aC, fou un famós orador, logògraf i retòric grec, fill de Teodor. Els crítics alexandrins li assignen el quart lloc entre els oradors àtics.

## Biografia
El seu pare Teodor era un home de riquesa considerable, i tenia una fàbrica de flautes i altres instruments musicals, cosa per la que Isòcrates va ser ridiculitzat pels poetes còmics. El seu pare va fer bon ús de les seves riqueses i li va procurar una bona educació. Entre els seus mestres hi va haver Teràmenes, Gòrgies i fins i tot el mateix Sòcrates, segons Dionís d'Halicarnàs i Suides. Era més aviat tímid i de constitució feble, i no va participar en la política del seu país. Va decidir estendre el coneixement de la retòrica dedicant-se a l'ensenyament i a l'escriptura, guiant els altres pel camí que li permetia la seva salut. Segons algunes fonts, com ara Plutarc i Foci, va haver de fer d'ensenyant perquè va perdre l'herència paterna durant la guerra contra Esparta, la Guerra del Peloponès.
Va obrir la seva primera escola a Quios, on sembla que no tenia gaires alumnes, només nou, però va reformar la constitució de l'illa a imitació de la d'Atenes. Més tard, de retorn a Atenes, va obrir-hi una escola de retòrica amb gran èxit. Va arribar a tenir 100 alumnes que pagaven mil dracmes cadascun. Plutarc diu que el rei de Xipre Nicocles de Pafos li va pagar vint talents pels discursos πρὸς Νικοκλέα que li va escriure. D'aquesta manera va recuperar la posició econòmica personal i va ser cridat diverses vegades a exercir la trierarquia, una magistratura força onerosa per a qui l'exercia, i encara que se'n va poder excusar el 355 aC, el 352 aC finalment la va haver d'ocupar, realitzant-la de la manera més esplèndida per fer callar les calumnies dels seus enemics. El discurs περὶ ἀντιδόσεως πρὸς Λυσίμαχον fa referència a aquest fet.
Durant uns anys va viure amb una hetera atenenca, però més tard es va casar amb Platana (Plathane), vídua de l'orador Hípies d'Elis i va adoptar el seu jove fill Afareu. Segons Diògenes Laerci Aristòtil de Sicília, un retòric grec, va escriure un panegíric sobre Isòcrates d'Atenes i la seva obra.
El 346 aC, Filip II de Macedònia va ser comminat per Isòcrates unificar Grècia enfront de l'Imperi Aquemènida, i aquest va establir en 337 aC la Lliga de Corint.
Isòcrates té el gran mèrit de ser el primer que va veure el valor i els objectius de l'oratòria per aplicar-la a la vida pública i als assumptes de l'estat. Basava l'oratòria en uns principis morals sòlids, per rescatar-la de la influència dels sofistes, que la utilitzaven per a qualsevol causa. Isòcrates, encara que educat pels sofistes més eminents, era enemic de la sofística, tot i que no estava totalment lliure de la seva influència. En els seus discursos polítics sembla que no té suficients coneixements pràctics de la política real, i les seves teories, indiscutiblement molt ben argumentades, s'aproximen més aviat als desitjos d'un entusiasta. La influència dels seus propis discursos sobre la política del país va ser limitada perquè es va circumscriure a la seva escola, però a través dels seus alumnes va tenir una gran influència en el desenvolupament de la retòrica i els discursos públics. Allà s'hi van formar els més eminents estadistes, filòsofs, oradors i historiadors de l'època, que després van desenvolupar cadascun a la seva manera particular els principis que havien après a l'escola d'Isòcrates. Entre els seus alumnes hi havia Hipèrides, Iseu de Calcis, Licurg, Xenofont, Teopomp de Quios i molts altres.
Després de la batalla de Queronea l'any 338 aC, perdudes les esperances d'independència nacional, i amb 98 anys, es va suïcidar.

## Obres
A l'antiguitat se li atribuïen una seixantena de discursos, dels que la meitat serien probablement autèntics. Dionís d'Halicarnàs n'hi atribueix vint i cinc, i Cecili Calactí, un retòric del temps d'August, diu que n'eren vint-i-vuit. Se'n conserven vint, vuit d'ells amb finalitats judicials, i la seva finalitat era servir de model en casos civils per a aquest tipus d'oratòria. La resta són discursos polítics, escrits per a ser llegits davant d'un públic nombrós, on es veuen les opinions polítiques d'Isòcrates. A més s'han conservat títols i fragments d'unes vint-i-set obres més que porten el nom d'Isòcrates. També es conserven deu cartes dirigides als seus amics que parlen sobre temes polítics. Un manual científic de retòrica (τέχνη ῥητορτκὴ), es va perdre, i en resten alguns fragments. Aquesta obra s'ha atribuït també a Isòcrates d'Apol·lònia.